# Les Ékorchés
Les Ékorchés sont un groupe canadien de sludge metal et metal progressif, originaire de Montréal, au Québec.

## Biographie
Les Ékorchés sont formés en 2006 à Montréal, au Québec. En février 2007, le groupe publie son premier album studio homonyme. À cette période, le groupe se compose de Michel « Away » Langevin (Voivod), Marc Vaillancourt (B.A.R.F.), Pat Gordon (Ghoulunatics) et Philippe Mius d’Entremont (Maruka). En mars 2009 sort leur deuxième album studio, intitulé IV Démons.
Le groupe publie son troisième album, Frères de sang, en mars 2010. Pour la création de l'album, le groupe retourne au studio Wild. Marc Vaillancourt assure la réalisation, et Pierre Rémillard revient au mixage audio. 

## Membres

### Membres actuels
- Marc Vaillancourt - chant
- Pat Gordon - guitare acoustique
- Philippe Mius d'Entremont - violoncelle électrique
- Brian Craig - batterie

### Ancien membre
- Michel Langevin - batterie